# Ochthoeca fumicolor
Ochthoeca fumicolor là một loài chim trong họ Tyrannidae.